# Daun, Vulkaneifel
Daun là một đô thị thuộc bang Rheinland-Pfalz (tiếng Đức: Rheinland-Pfalz), thủ phủ của huyện Vulkaneifel ở vùng núi lửa Eifel, phía nam của cao nguyên Eifel bên cửa sông Lieser. Daun là thủ phủ của Verbandsgemeinde ("cộng đồng đô thị") Daun. Cảnh quan xung quanh gồm các đồi núi lửa cũ.

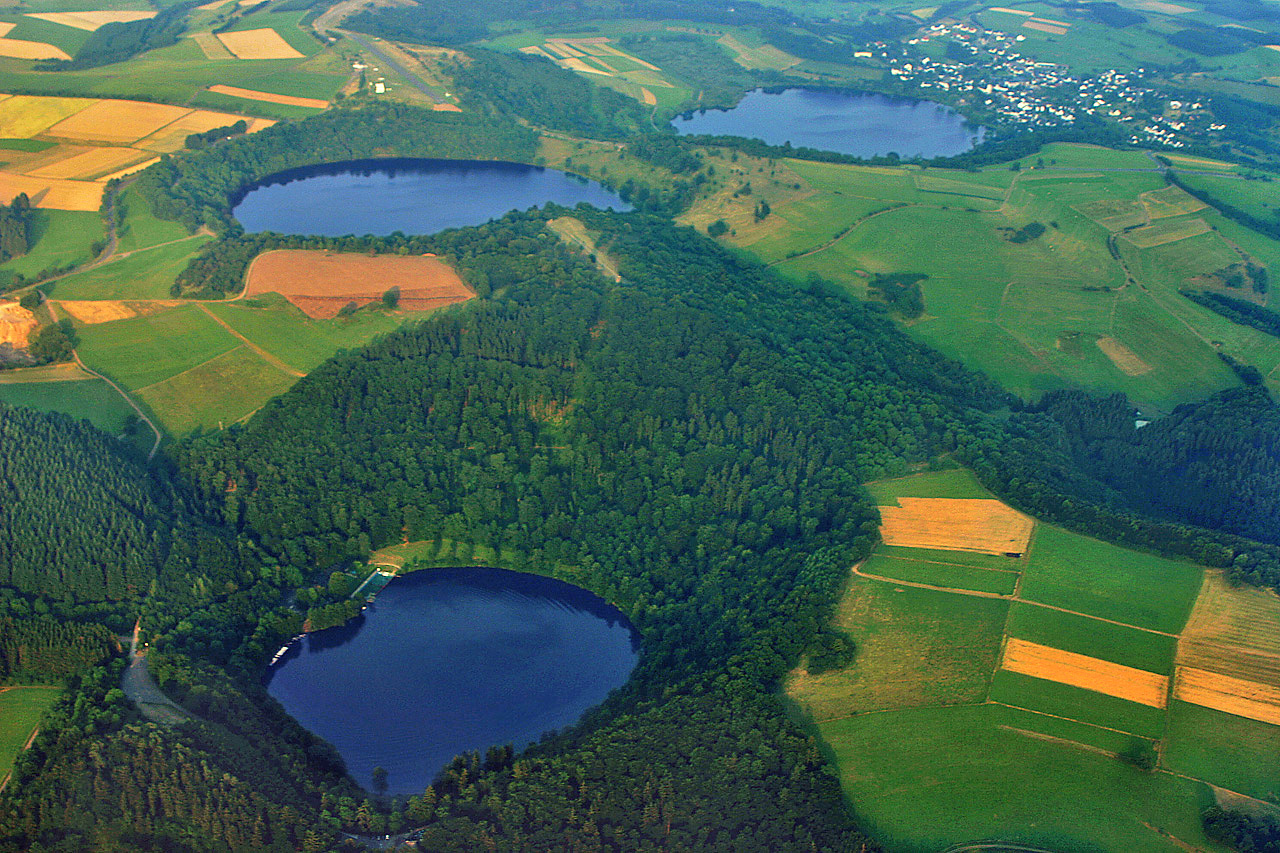
3 Dauner Maare

Daun là một thị xã nghỉ dưỡng với các suối nước nóng.